# تازه کندمعدن
تازه کندمعدن، روستایی از توابع بخش کرانی شهرستان بیجار در استان کردستان ایران است.

## جمعیت
این روستا در دهستان گرگین قرار دارد و براساس سرشماری مرکز آمار ایران در سال ۱۳۸۵، جمعیت آن ۱۰۷ نفر (۱۹خانوار) بوده‌است.